# Григорьевский (Новосибирская область)
Григорьевский — упразднённый посёлок в Здвинском районе Новосибирской области. На момент упразднения входил в состав Ипатьевского сельсовета. Исключен из учётных данных в 1953 году.

## География
Посёлок располагался в близи урочища Бурамино, в 10 км (по прямой) к западу от села Лянино.

## История
В 1928 году выселок Григорьевский состоял из 45 хозяйств. В административном отношении входил в состав Мамонского сельсовета Нижне-Каргатского района Барабинского округа Сибирского края.
Решением Новосибирского облисполкома от 19.03.1953 г. № 246 посёлок исключен из учётных данных как фактически не существующий.

## Население
По переписи 1926 г. на выселке проживало 218 человек (97 мужчин и 121 женщина), основное население — русские